# Lucije Tarkvinije Prisk
Lucije Tarkvinije Prisk (Lucius Tarquinius Priscus) ili Tarkvinije I. je prema predanju peti rimski kralj. Vladao je negdje od 616. pr. Kr. do 579. pr. Kr.
Lucije Prisk se preselio u Rim iz etruščanskog grada Tarkvinija (Tarquinii) sa svojom ženom kao vrlo bogat i ambiciozan čovjek samo zato što mu nije bila odobrena neka visoka dužnost u njegovom rodnom gradu. Predanje kaže da čim je stigao u Rim, znao je da će postati kralj.
Svoju karijeru u Rimu počeo je kao odvjetnik sinova tadašnjeg kralja Anka Marcija. Po kraljevoj smrti uspio je uvjeriti narodnu skupštinu da ga izaberu za kralja.
Lucije Tarkvinije Prisk je izgradio Circus Maximus, zgradu za konjičke utrke, uspio je s kanalima poslije jedne velike poplave isušiti mjesto za Rimski Forum. Od velikih djela mu se još pripisuje izgradnja Jupiterovog hrama na Kapitolu.
Za vrijeme svoje vladavine, ratovao je sa Sabinjanima koje je uspio pobijediti. Osvojio je gradove Cornicilum, Firulea, Cameria, Crustumerium, Americola, Medullia i Nomentum. Poslije svakog rata, vraćao se u Rim s plijenom. Uvećao je centurije na 1800 ljudi, a Senat za sljedećih sto članova iz nižeg staleža, među kojima i obitelj Oktavijani.
Poslije trideset osmogodišnje vladavine, Tarkvinija I. su ubila dva seljaka sa sjekirom, po naređenju sinova Anka Marcija. Zahvaljujući kraljici Tanakiliji, koja je otkrila ubojstvo, za njegovog nasljednika izabran je njegov zet Servije Tulije.